# تحالف من أجل المسئولية النووية
التحالف من أجل المسئولية النووية (بالإنجليزية: Alliance for Nuclear Responsibility)‏ هي منظمة غير ربحية ومناهضة للطاقة النووية تأسست عام 2005 ومقرها في سان لويس أوبيسبو بولاية كاليفورنيا. وهي تركز على نشاط المواطن العام والمشاركة العامة فيما يتعلق بمحطة ديابلو كانيون للطاقة والمعروفة أيضا باسم محطة ديابلو كانيون للطاقة النووية.
ينصب تركيز المنظمة في المقام الأول على استخدام المرافعة المالية على مستوى وكالات الدولة مثل لجنة المرافق العامة بولاية كاليفورنيا. يشمل الاختصاص المتزامن لمخاوفهم أيضا لجنة كاليفورنيا الساحلية التي تصادق على الامتثال لجميع الإجراءات داخل المنطقة الساحلية والتي تشمل المفاعل النووي. موقفهم هو المعارضة في المقام الأول.
من بين الأماكن الأخرى لنشاط التحالف:
- اللجنة التنظيمية النووية
- هيئة الطاقة في كاليفورنيا
- المجلس الإقليمي لمراقبة جودة المياه
- الهيئة التشريعية في كاليفورنيا
- مكتب المدعي العام للدولة
- الكونجرس الأمريكي[3]